# وردن (اکلاهما)
وردن(به انگلیسی: Verden) شهری در ایالت اکلاهما کشور ایالات متحده آمریکا است که جمعیت آن در سرشماری سال ۲۰۱۰ میلادی، ۵۳۰ نفر بوده‌است.